# Cime de Peirabroc
Le cime de Peïrabroc est un sommet frontalier entre la France et l'Italie. Sa partie française est située dans la haute Gordolasque, dans le département des Alpes-Maritimes.

## Géographie
La cime de Peïrabroc est située sur la crête frontière, entre la France et l'Italie, au nord-ouest du mont Clapier. Son versant français fait partie du parc national du Mercantour, et son versant italien fait partie du parc naturel des Alpes maritimes. Son contrefort ouest forme la cime de Pagari.

## Histoire
L'auteur de la première ascension reste inconnu. La première ascension en conditions hivernales a été effectuée par Victor de Cessole, Daniel Barthélemy et Antoine Fantini, le 9 décembre 1898 et la première ascension de la cime par sa face nord est effectuée par Victor de Cessole, le 28 août 1905.

## Accès
L'itinéraire de la voie normale démarre du refuge de Nice, pour rejoindre ensuite les lacs de Pagari. Il remonte ensuite le grand couloir d'éboulis entre les cimes de Pagari sur la gauche et de Peïrabroc sur la droite. Le sommet est atteint par l'arête ouest, en restant côté français.

### Cartographie
- Carte 3741OT au 1/25 000 de l'IGN : « Vallée de la Vésubie - Parc national du Mercantour »